# Dirch Passer vælter byen
Dirch Passer vælter byen (svensk: Sju svarta "Be-Hå") er en svensk komediefilm fra 1954, instrueret af Gösta Bernhard. Den er udgivet 12. juli 1954.
Filmen er løst baseret på den Ilf og Petrovs roman Tolv stole.  

## Handling
Ægteskabsbedrageren Jens Nielsen (spillet af Dirch Passer) sidder i et svensk fængsel. I bytte for en cigaret får han fortalt en hemmelighed om en ædelsten til 100.000 svenske kroner, der er syet ind i en sort bh. Herefter går jagten på den rigtige bh ...